# 赛里木江·赛都拉
赛里木江·赛都拉（1956年—）维吾尔族，新疆玛纳斯人，中国人民解放军少将。

## 生平
毕业于中央民族大学经济学专业，是中国共产党党员。担任吐鲁番军分区司令员。2008年起担任第十一届全国人民代表大会解放军代表。2009年任南疆军区副司令员。2010年挂职担任兰州军区空军副参谋长。2013年任新疆军区副政委。